# دوغ جاكسون
دوغ جاكسون هو لاعب هوكي الجليد كندي، ولد في 12 ديسمبر 1924 في وينيبيغ في كندا، وتوفي في 26 أبريل 1980.

## وصلات خارجية
- دوغ جاكسون على موقع دوري الهوكي الوطني (الإنجليزية)
- دوغ جاكسون على موقع قاعة مشاهير الهوكي (لاعب أن.إتش.أل) (الإنجليزية)
- دوغ جاكسون على موقع EliteProspects.com (الإنجليزية)
- دوغ جاكسون على موقع HockeyDB.com (الإنجليزية)
- دوغ جاكسون على موقع Hockey-Reference.com (الإنجليزية)